# Allothele caffer
Allothele caffer is een spinnensoort in de taxonomische indeling van de Dipluridae.
Het dier behoort tot het geslacht Allothele. De wetenschappelijke naam van de soort werd voor het eerst geldig gepubliceerd in 1902 door Reginald Innes Pocock.